# ظهور امپراتوری‌ها: عثمانی
ظهور امپراتوری‌ها: عثمانی (Rise of Empires: Ottoman) یک مستند درام تاریخی محصول ترکیه است؛ که با پخش در شبکه اینترنتی نتفلیکس در ۲۴ ژانویه سال ۲۰۲۰ در دسترس قرار گرفت.

## خلاصۀ داستان
سلطان محمد دوم عثمانی برای فتح قسطنطنیه که سلاطین پیشین نتوانستند بودن آن را تصرف کنند همه جانبه سعی می‌کند این شهر هزاران ساله تسخیرناپذیر را تصرف کند و امپراتوری بیزانس را به تاریخ بسپارد.

## بازیگران
| بازیگران           | شخصیت                                           |
| ------------------ | ----------------------------------------------- |
| جم ییعیت اوزوموغلو | سلطان محمد دوم                                  |
| توماس باسیلی       | کنستانتین یازدهم«امپراتور روم شرقی بیزانس»      |
| اوسهان چاکر        | زانوس پاشا «دست راست سلطان محمد»                |
| سلیم بیرقدار       | صدراعظم خلیل‌پاشا چندرلی «دست راست سلطان»        |
| طوبی بویوک‌اوستون   | مارا برانکویچ «نامادری سلطان محمد»              |
| داملا سونمز        | آنا «خدمت‌کار کاخ قسطنطنیه»                      |
| عثمان سونانت       | لوکاس نوتاراس «دست راست کنستانتین»              |
| بیرکان سوکول‌لو     | جووانی‌گستیوانی«مدافع قسطنطنیه اهل دولت‌شهر جنوآ» |
| ایلایدا آکدوغان    | ترما اسفرانتز                                   |
| تانسو بیچر         | سازنده توپ‌های جنگی برای عثمانی‌ها                |

## قسمت‌ها
| قسمت | نام قسمت             | کارگردان   | نویسنده                               | تاریخ پخش      |
| --- | -------------------- | ---------- | ------------------------------------- | -------------- |
| ۱ | "سلطان جدید"         | Emre Şahin | Liz Lake, Kelly McPherson, Emre Şahin | ۲۴ ژانویه ۲۰۲۰ |
| خلاصه قسمت اول: سلطان محمد بعد از سال‌ها به پایتخت برمیگردد و ادعای تاج و تخت می‌کند.                                                          |                      |            |                                       |                |
| ۲ | "از طریق دیوار ها"   | Emre Şahin | Liz Lake, Kelly McPherson, Emre Şahin | ۲۴ ژانویه ۲۰۲۰ |
| خلاصه قسمت دوم: سلطان محمد یک محاصره بسیار عالی روانجام می‌دهد ولی دولت روم شرقی مزدورانی را استخدام می‌کند و باعث می‌شوند که محاصره ضعیف بشود. |                      |            |                                       |                |
| ۳ | "به شاخ طلایی"       | Emre Şahin | Liz Lake, Kelly McPherson, Emre Şahin | ۲۴ ژانویه ۲۰۲۰ |
| خلاصه قسمت سوم: سلطان محمد در تلاش برای نابود کردن دیوارها ولی زمان علیه عثمانی‌ها می‌شود.                                                     |                      |            |                                       |                |
| ۴ | "کشتی ها"            | Emre Şahin | Liz Lake, Kelly McPherson, Emre Şahin | ۲۴ ژانویه ۲۰۲۰ |
| خلاصه قسمت چهارم: سلطان محمد کشتی‌هایش را به سمت کشتی‌ها دشمن می‌برد.                                                                           |                      |            |                                       |                |
| ۵ | "پیشگویی‌های باستانی" | Emre Şahin | Liz Lake, Kelly McPherson, Emre Şahin | ۲۴ ژانویه ۲۰۲۰ |
| خلاصه قسمت پنجم: در میان این هیاهو زیاد یک نفر به محمد پیشنهاد فریبنده ای می‌دهد.                                                             |                      |            |                                       |                |
| ۶ قسمت آخر | "خاکستر"             | Emre Şahin | Liz Lake, Kelly McPherson, Emre Şahin | ۲۴ ژانویه ۲۰۲۰ |
| خلاصه قسمت شیشم: توپ‌های سلطان محمد دیوارهای شهر را نابود می‌کنند و دوره ای جدیدی برای دولت عثمانی و سلطان محمد رقم می‌خورد.                    |                      |            |                                       |                |